# یواس‌اس سکو (۱۸۶۳)
یواس‌اس سکو، (۱۸۶۳) (به انگلیسی: USS Saco (1863)) یک کشتی بود که طول آن ۱۷۹ فوت ۶ اینچ (۵۴٫۷۱ متر) بود. این کشتی در سال ۱۸۶۳ ساخته شد.